# スウォッチ

スウォッチ （swatch ）は、スイスの時計会社スウォッチ・グループが持つ腕時計のブランドである。1983年にニコラス・G・ハイエックにより創業。

## 概要
1960年代から1970年代までに市場を席巻した日本製クォーツ時計からシェアを奪い返すことを意図して開発され、1983年に発売された。
ABS樹脂のボディーに直接ムーヴメントをはめ込んだシンプルな構造、廉価、特徴あるデザインをコンセプトに、発売当初からファッション界と同様に、春夏と秋冬コレクションの年2回、多数の新作を発表している。1つのモデルは1シーズンのみの販売とされ、この期間限定と半年毎の新作のキャンペーンは、まさに流行を追う者の心を掴み人気を得た。また、毎年クリスマスに限定モデルを発売することでも有名。コレクターも世界中にいる。
「スウォッチ（Swatch ）」という名称はしばしば「スイス・ウォッチ（Swiss Watch ）」の意であると誤って解釈されるが、創設者でありスウォッチグループの会長であるニコラス・G・ハイエック（Nicolas Hayek）は、「新しい時計」を意味する「セカンド・ウォッチ（Second Watch ）」の短縮であると説明している。

## シリーズ

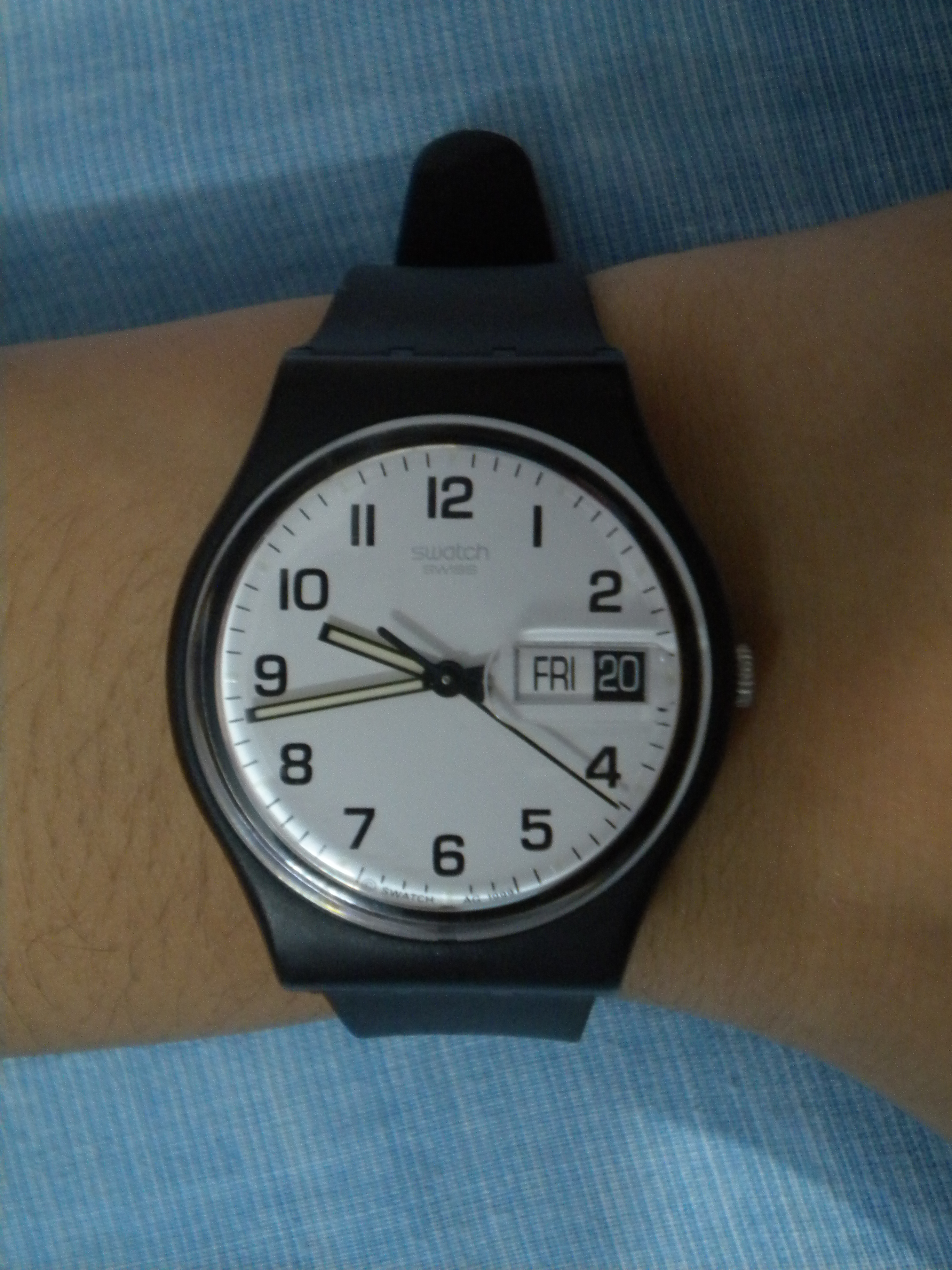
スウォッチ・Once Again

- スタンダード
- POP
- スクーバ
- ファンスクーバ
- MAXI
- オートマティック
- クロノ
- クロノアラーム
- アクアクロノ
- ストップウォッチ
- ミュージコール
- ソーラー
- スキン
- スキンアイロニー
- スキンビート
- スキンクロノ
- アイロニー
- ビート
- シンクロビート
- スペシャル
- オリンピックスペシャル
- タッチ
- スクウェア
- スクウェアクロノ
- ターンオーバー
- アクセス
- フリックフラック
- システム51
- フライマジック

## 限定モデル
- 007
- HODINKEE

## 公式計時
1996年アトランタオリンピックでオフィシャルスポンサーとなり、公式計時（オフィシャルタイマー）に採用された。以後2000年シドニーオリンピックと2004年アテネオリンピックでも同様に採用されている。

## 不祥事
広告に関する批判と謝罪（2025年）
2025年8月18日、スウォッチ・グループは、アジア人男性モデルが目尻を引き上げて「つり目」のようなポーズを取る広告画像を使用したとして、中国のインターネット上で「アジア人の目に対する人種差別的な嘲笑にも見える」とする批判が広がった。
この画像は、同社の「Essentials」コレクションの一環として使用され、オンライン上で大きな反発を招いた。同社は同日、同じ内容の謝罪文を中国語と英語で「微博（Weibo）」およびInstagramの公式アカウントに投稿。「最近の懸念に留意し、関連資料を全世界で削除した」と述べ、「不快な思いや誤解を招いたことを心から謝罪する」と謝意を表明した。ロイターの取材に対して、スウォッチ・グループはコメントを控えた。なお、中国、香港、マカオを含む地域は同社にとって売上の約27%を占めており、2024年の収益はこの地域における需要低迷を受け、前年比14.6%減の67.4億スイスフラン（約84億米ドル）となった。